# Aero A-27
De Aero A-27 (ook wel bekend als A.27) is een Tsjechoslowaakse dubbeldekker-bommenwerper ontworpen door Aero in de jaren ‘20. De A-27 was het antwoord van Aero toen bleek dat de A-24 een te laag motorvermogen bleek te hebben. Het verschil tussen de A-24 en A-27 is dan ook alleen de motor; twee Bristol Jupiters in plaats van Maybach Mb IV’s. De Tsjechoslowaakse luchtmacht was niet geïnteresseerd in de A-27 en daarop werd de ontwikkeling gestaakt.

## Specificaties
- Bemanning: 3 à 4
- Lengte: 13,70 m
- Spanwijdte: 22,20 m
- Vleugeloppervlak: 106 m2
- Motoren: 2× Bristol Jupiter
- Bommenlast: tot 1 000 kg